# Tschukawin-Scharfschützengewehr
Das Tschukawin-Scharfschützengewehr (russisch Снайперская Винтовка Чукавина, transkr. Snaiperskaja Wintowka Tschukawina (SWTSch bzw. SWCh), dt. Scharfschützengewehr Tschukawins) ist ein halbautomatisches Zielfernrohrgewehr des Konzerns Kalaschnikow. Es soll das Dragunow-Scharfschützengewehr in der russischen Armee ersetzen.

## Technik
Das Gewehr ist ein Gasdrucklader mit kurzem Hub und Drehkopfverschluss. Es hat einen 3-stufigen Gasdruckregler und einen freischwingenden Lauf. Im Kaliber 7,62 × 54 mm R verwendet es Dragunow-Magazine; im Kaliber 7,62 × 51 mm NATO und .338 Lapua Magnum verwendet es proprietäre Magazine. Der Spannschieber befindet sich auf der linken Seite. Der Feuerwahlhebel ist beidhändig mit dem Daumen bedienbar. Der Kolben befindet sich in einer Linie mit der Laufachse, was den Hochschlag reduziert.

## Einsatz
Bevor die Waffe 2023 in Serienfertigung ging, wurde sie von den Speznas im Ukraine-Krieg getestet.

## Galerie

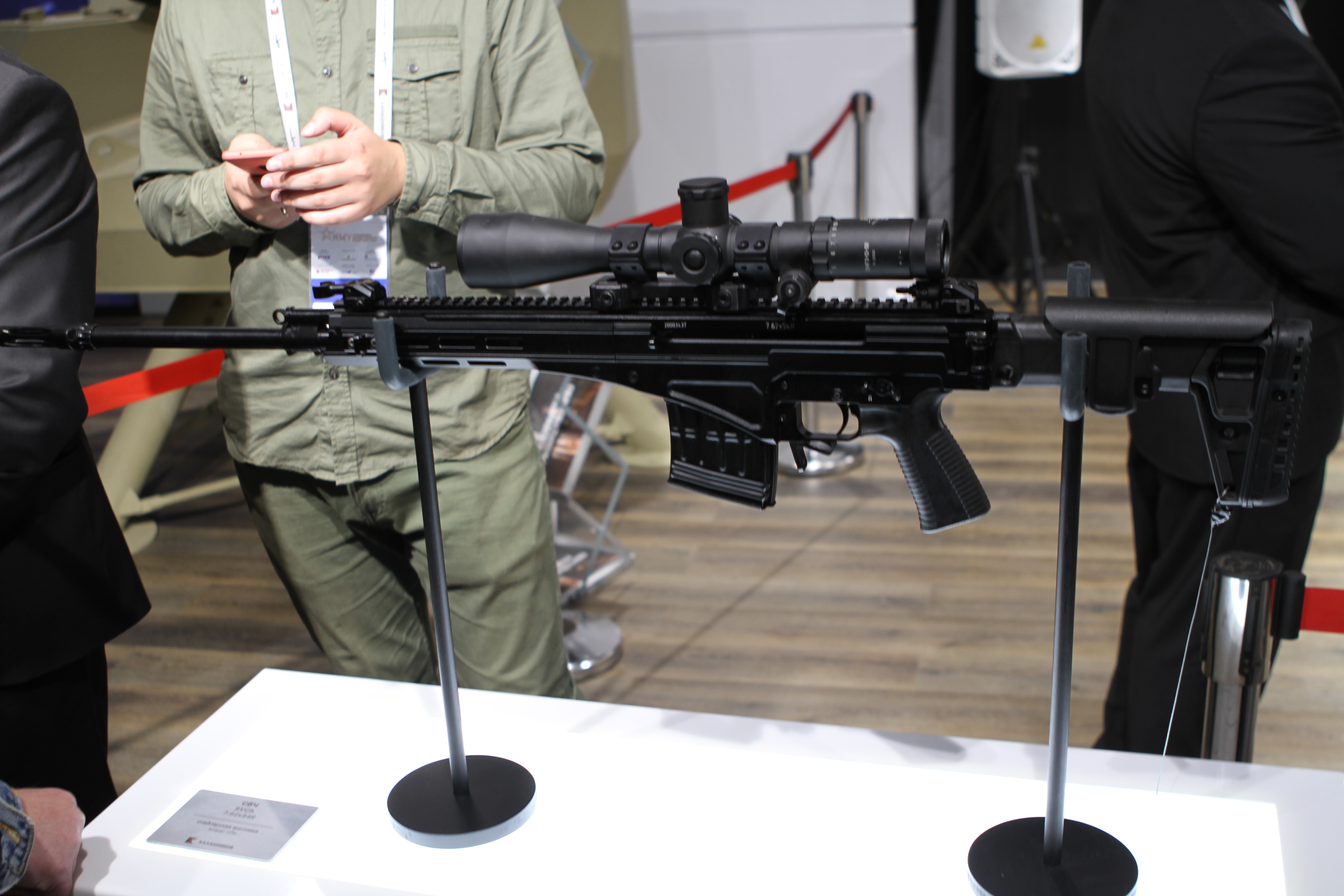
SWTsch in 7,62 × 54 mm R
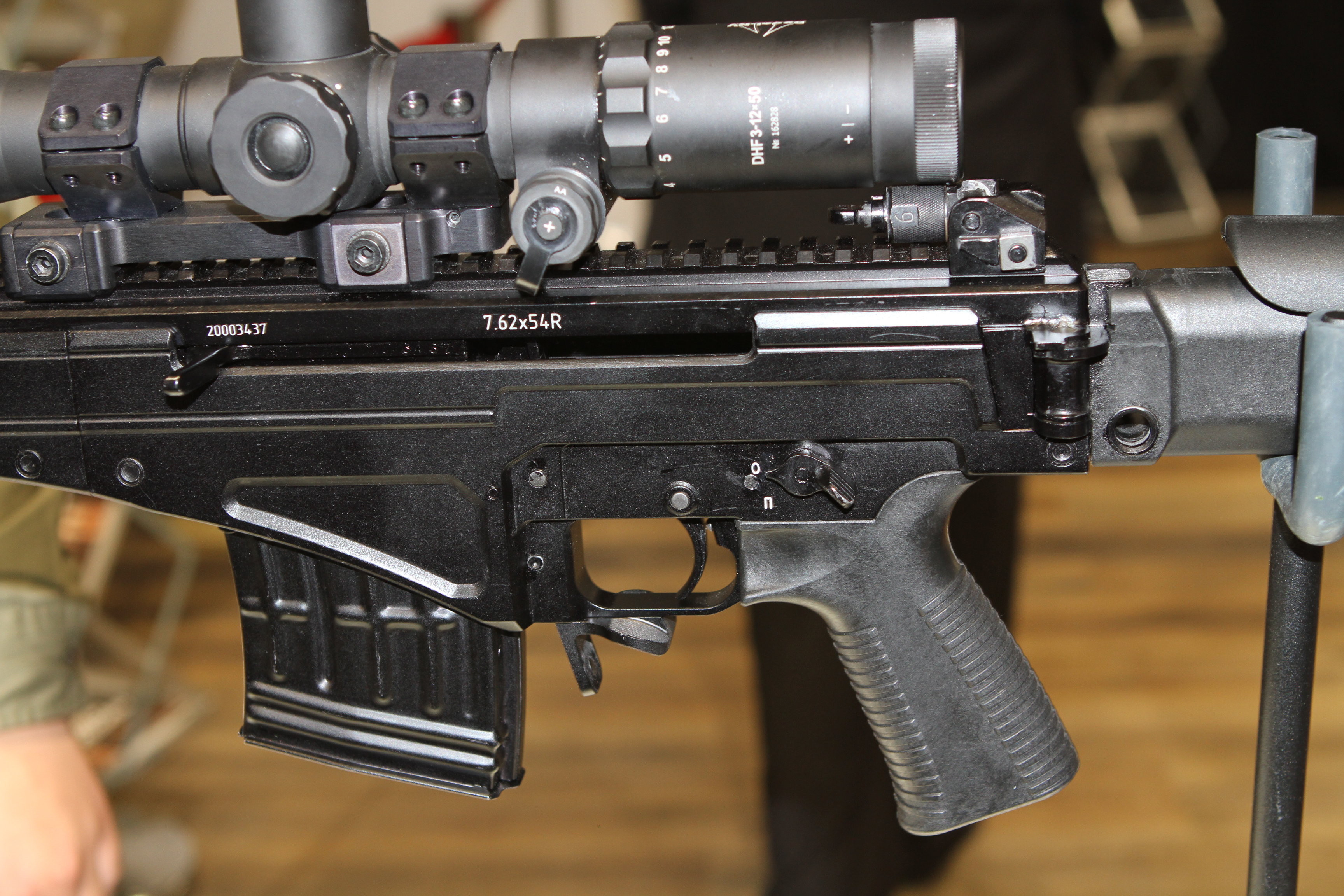
SWTsch in 7,62 × 54 mm R
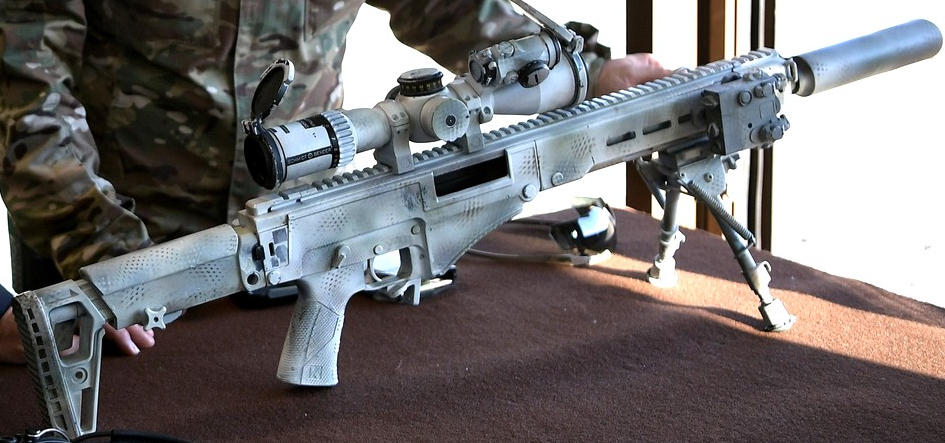
SWTsch 7,62 × 51 mm NATO